# Hellebos
Hellebos är en skog i Belgien.   Den ligger i regionen Flandern, i den centrala delen av landet, 15 km nordost om huvudstaden Bryssel.
Runt Hellebos är det i huvudsak tätbebyggt. Runt Hellebos är det tätbefolkat, med 459 invånare per kvadratkilometer.